# Сангвинело (Катанцаро)
Сангвинело је насеље у Италији у округу Катанцаро, региону Калабрија.
Према процени из 2011. у насељу је живело 103 становника. Насеље се налази на надморској висини од 538 м.